# 新华街道 (白城市)
新华街道，是中华人民共和国吉林省白城市洮北区下辖的一个乡镇级行政单位。

## 行政区划
新华街道下辖以下地区：
工人街社区、民主社区、北胜利社区、建设社区、长青南社区、新兴社区和和平社区。